# Újvárfalva
Újvárfalva is een plaats (község) en gemeente in het Hongaarse comitaat Somogy. Újvárfalva telt 389 inwoners (2001).